# محافظه الدائر
محافظه الدائر (به عربی: محافظة الدائر) یک منطقهٔ مسکونی در عربستان سعودی است که در استان جازان واقع شده‌است.